# Nott Corona
La Nott Corona è una struttura geologica della superficie di Venere.